# Para todos los gustos
Para todos los gustos (en francés, Le Goût des autres) es una película francesa del año 2000 dirigida y escrita por Agnès Jaoui. El guion también estuvo a cargo de Jean-Pierre Bacri y protagonizada por Bacri, Anne Alvaro, Alain Chabat, Agnès Jaoui, Gérard Lanvin y Christiane Millet.

## Sinopsis
Un empresario conoce a una actriz que es amiga de una camarera, la cual conoce a un guardia de seguridad que trabaja con un chófer, al servicio de una decoradora, mujer de un empresario que querría trabar amistad con artistas... Este film muestra cómo la diferencia de ambiente y educación imposibilita ciertas relaciones. Es la historia de unos personajes que no tendrían que haberse conocido porque las barreras culturales que los separan son insalvables.

## Recepción
Actualmente ocupa el decimocuarto lugar en Rotten Tomatoes como la película mejor revisada, con críticas 100% positivas, basadas en 57 críticas. El consenso crítico afirma que «Le goût des autres es una comedia fresca e ingeniosa sobre la atracción de los opuestos. Los personajes son bien dibujados y atractivos y sus interacciones sociales son creíbles».

## Premios y nominaciones
- Premios Oscar
  - Mejor película internacional - Nominada
- Premios César
  - Mejor película
  - Mejor guion
  - Mejor Actor (Jean-Pierre Bacri) - Nominado
  - Mejor actor de reparto - (Gérard Lanvin) - Ganador
  - Mejor actriz de reparto - (Anne Alvaro) - Ganadora
  - Mejor Director (Agnès Jaoui) - Nominada
  - Mejor montaje (Hervé de Luze) - Nominado
  - Mejor actor de reparto (Alain Chabat) - Nominado
  - Mejor actriz de reparto (Agnès Jaoui) - Nominada
- Premios David di Donatello
  - Mejor película extranjera
- European Film Awards
  - Mejor guion (Jean-Pierre Bacri and Agnès Jaoui)
- Festival de Montreal
  - Gran premio de las Américas (Agnès Jaoui)
- European Film Awards
  - Mejor película -Nominada
  - Descubrimiento europeo del año (Agnès Jaoui) - Nominada